# Digitaria leptorhachis
Digitaria leptorhachis är en gräsart som först beskrevs av Pilg., och fick sitt nu gällande namn av Otto Stapf. Digitaria leptorhachis ingår i släktet fingerhirser, och familjen gräs. Inga underarter finns listade i Catalogue of Life.